# Astomiopsis subulata
Astomiopsis subulata är en bladmossart som beskrevs av C. Müller 1882. Astomiopsis subulata ingår i släktet Astomiopsis och familjen Ditrichaceae. Inga underarter finns listade i Catalogue of Life.